# Dipterocarpus baudii
Dipterocarpus baudii är en tvåhjärtbladig växtart som beskrevs av Pieter Willem Korthals. Dipterocarpus baudii ingår i släktet Dipterocarpus och familjen Dipterocarpaceae. Inga underarter finns listade i Catalogue of Life.

## Bildgalleri

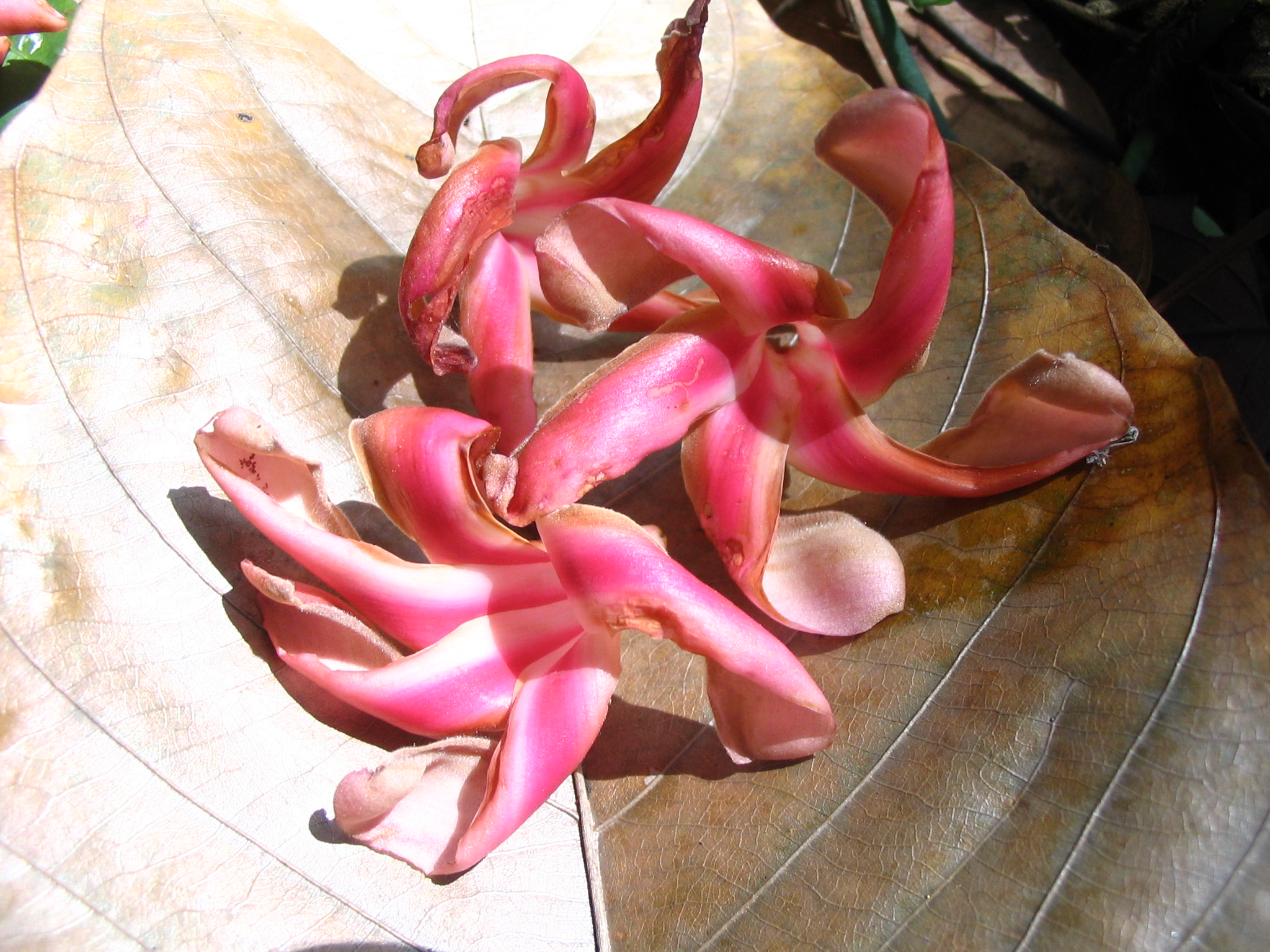
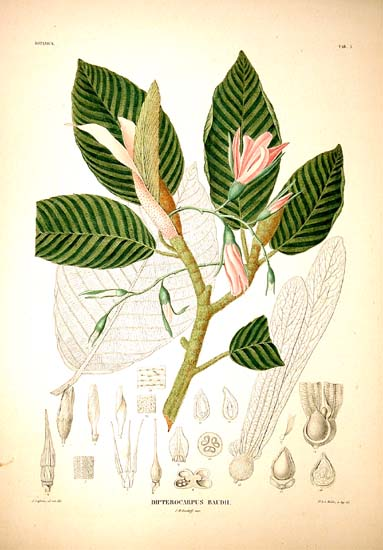